# 成蓬一
成蓬一（1909年1月24日—1990年9月4日）。熱河省寧城縣（原屬建平縣）人。民國37年（1948年）在熱河省選區當選第一屆立法委員

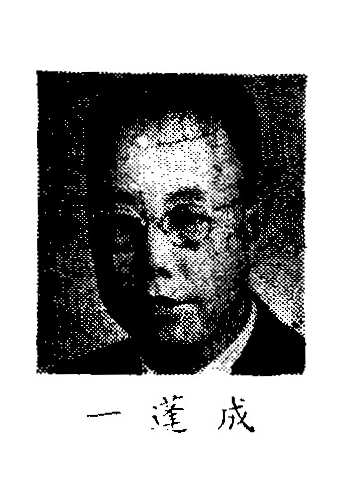
出席制憲國民大會代表時

## 生平[1][2][3]
- 國立南開大學財政系畢業
- 國立政治大學計政學院畢業
- 軍政部軍醫署少將會計處長
- 軍政部第七會計處少將處長
- 熱河省會計長
- 熱河省政府委員
- 熱河省企業公司董事長
- 熱河省銀行常務董事
- 熱河省制憲國大代表